# Para – Wir sind King
Para – Wir sind King ist eine deutsche Dramedy-Fernsehserie von Richard Kropf, Bob Konrad und Hanno Hackfort, die vom Pay-TV-Sender Warner TV Serie (bis Juni 2021: TNT Serie) produziert und seit April 2021 dort ausgestrahlt wird. Im April 2023 wurde die Serie um eine zweite Staffel mit sechs Episoden verlängert, welche seitdem bei Warner TV Serie ausgestrahlt wird.

## Handlung
Die Serie handelt von den vier Freundinnen Jazz, Fanta, Hajra und Rasaq, die im rauen Berliner Bezirk Wedding groß geworden sind. An der Schwelle zum Erwachsenwerden treffen die vier auf unerwartete Herausforderungen, die ihnen das Leben stellt, und blicken dabei in eine ungewisse Zukunft.

## Besetzung

### Hauptdarstellerinnen
| Rolle | Schauspieler    | Episoden    |
| ----- | --------------- | ----------- |
| Jazz  | Jeanne Goursaud | 01.01–02.06 |
| Fanta | Jobel Mokonzi   | 01.01–02.06 |
| Hajra | Soma Pysall     | 01.01–02.06 |
| Rasaq | Roxana Samadi   | 01.01–02.06 |

### Nebendarsteller
| Rolle                   | Schauspieler         | Episoden    |
| ----------------------- | -------------------- | ----------- |
| Hatam                   | Walid Al-Atiyat      | 01.01–02.06 |
| Yusuf                   | Eidin Jalali         | 01.01–01.06 |
| Elis (Mutter von Fanta) | Dela Dabulamanzi     | 01.01–02.06 |
| Matthias                | David Schütter       | 01.01–01.06 |
| Paula                   | Anna Platen          | 01.01–02.05 |
| Ulrike                  | Franziska Junge      | 01.02+01.06 |
| Calle                   | Florian Renner       | 01.01–02.06 |
| Can                     | Deniz Arora          | 02.01–02.06 |
| Zadie                   | Larissa Sirah Herden | 02.01–02.06 |

## Episodenliste

### Staffel 1
| Nr. (ges.) | Nr. (St.) | Originaltitel   | Erstausstrahlung Deutschland | Regie          | Drehbuch                |
| ---------- | --------- | --------------- | ---------------------------- | -------------- | ----------------------- |
| 1          | 1         | Wer macht Para? | 22. Apr. 2021                | Özgür Yildirim | Hanno Hackfort          |
| 2          | 2         | Wir sind King   | 29. Apr. 2021                | Özgür Yildirim | Katharina Sophie Brauer |
| 3          | 3         | Y wie Hurensohn | 6. Mai 2021                  | Özgür Yildirim | Luisa Hardenberg        |
| 4          | 4         | Vier gewinnt    | 13. Mai 2021                 | Özgür Yildirim | Katharina Sophie Brauer |
| 5          | 5         | Nur ein Job     | 20. Mai 2021                 | Özgür Yildirim | Luisa Hardenberg        |
| 6          | 6         | Freie Wahl      | 27. Mai 2021                 | Özgür Yildirim | Hanno Hackfort          |
| [ 3 ]      |           |                 |                              |                |                         |

### Staffel 2
| Nr. (ges.) | Nr. (St.) | Originaltitel    | Erstausstrahlung Deutschland | Regie          | Drehbuch                                             |
| ---------- | --------- | ---------------- | ---------------------------- | -------------- | ---------------------------------------------------- |
| 7          | 1         | Reset            | 17. Apr. 2023                | Özgür Yildirim | Hanno Hackfort, Mireya Heider de Jahnsen, Bob Konrad |
| 8          | 2         | Para-kognito     | 17. Apr. 2023                | Özgür Yildirim | Hanno Hackfort, Mireya Heider de Jahnsen, Bob Konrad |
| 9          | 3         | Gemeinsame Sache | 24. Apr. 2023                | Özgür Yildirim | Hanno Hackfort, Mireya Heider de Jahnsen, Bob Konrad |
| 10         | 4         | Absturz          | 24. Apr. 2023                | Özgür Yildirim | Hanno Hackfort, Mireya Heider de Jahnsen, Bob Konrad |
| 11         | 5         | Alles auf Null   | 1. Mai 2023                  | Özgür Yildirim | Hanno Hackfort, Mireya Heider de Jahnsen, Bob Konrad |
| 12         | 6         | Tabula Rasaq     | 1. Mai 2023                  | Özgür Yildirim | Hanno Hackfort, Mireya Heider de Jahnsen, Bob Konrad |
| [ 4 ]      |           |                  |                              |                |                                                      |